# دم‌سرخ معمولی

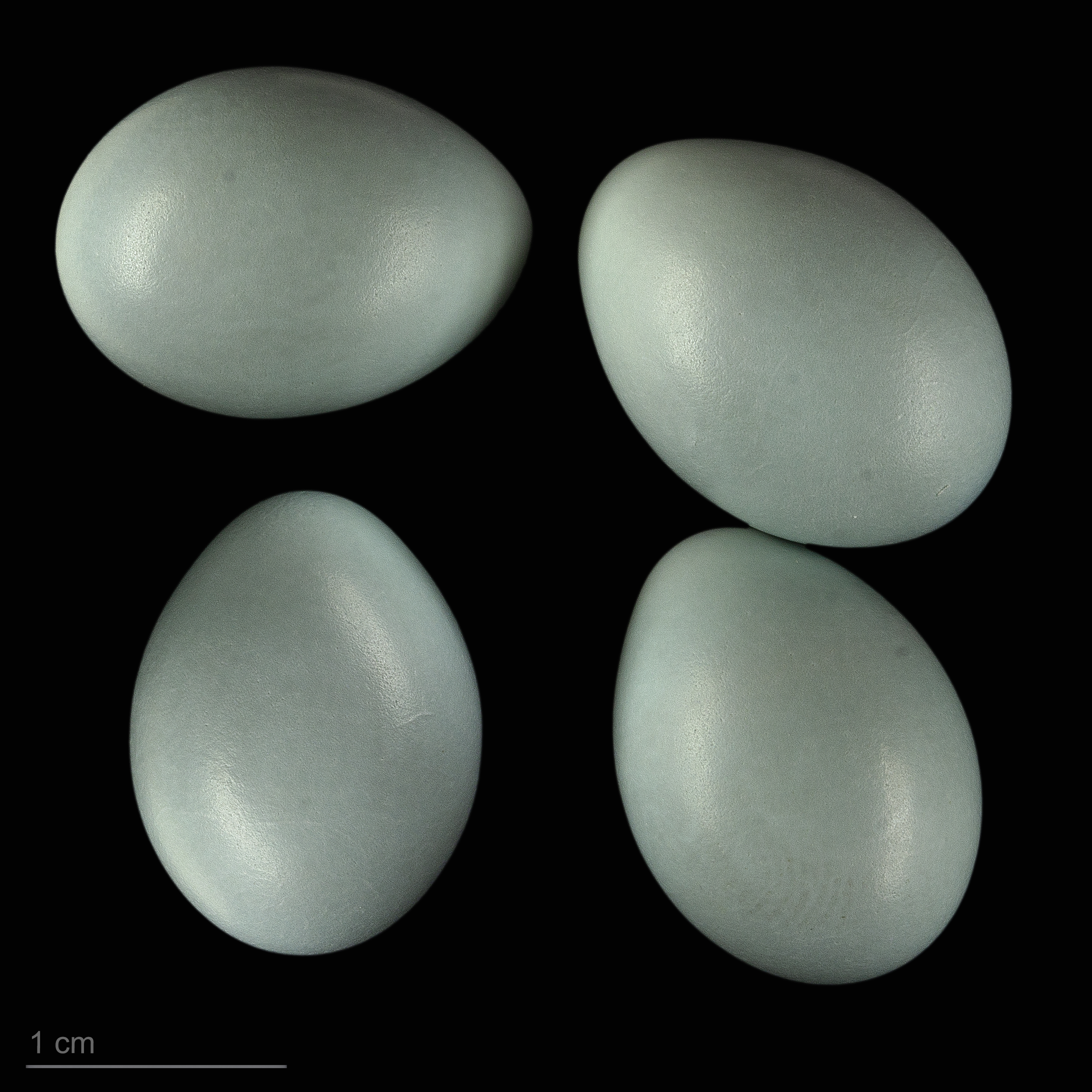
Phoenicurus phoenicurus phoenicurus

دم‌سرخ معمولی (نام علمی: Phoenicurus phoenicurus) نام یک گونه از تیره مگس‌گیران است.